# Kay Stammers

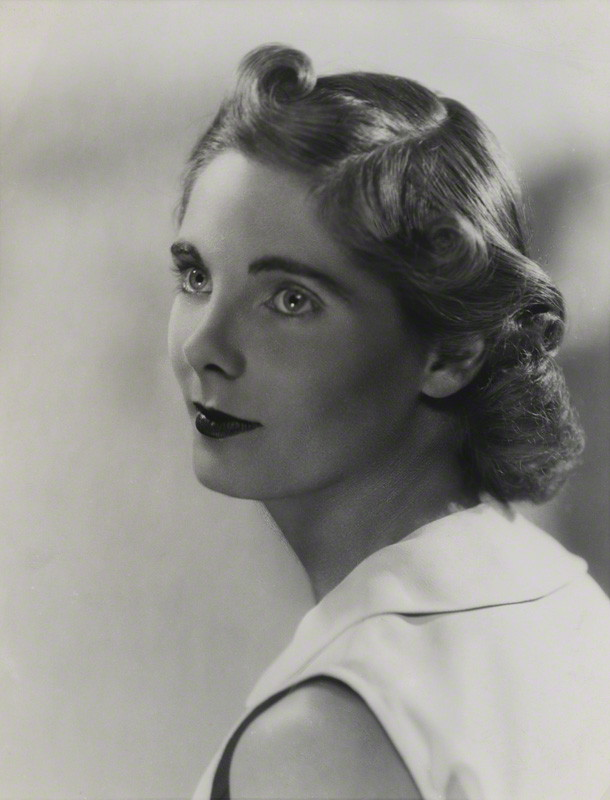
Kay Stammers 1938

Kay Stammers Menzies Bullitt (* 3. April 1914 in St Albans, England; † 23. Dezember 2005 in Louisville, Kentucky, Vereinigte Staaten) war eine britische Tennisspielerin und Wimbledon-Siegerin.

## Leben
Mit 17 Jahren bestritt sie 1931 ihr erstes Wimbledon-Turnier. In den Jahren 1935 und 1936 gewann sie zusammen mit Freda James das Frauendoppel in Wimbledon. Sie stand 1939 im Finale der Frauen, verlor allerdings gegen die Amerikanerin Alice Marble. Sie erreichte bis zum Zweiten Weltkrieg den zweiten Platz in der Weltrangliste der Frauen. Durch den Zweiten Weltkrieg wurde ihre Tenniskarriere beendet.
Im Jahr 1940 heiratete sie den Geschäftsmann Michael Menzies und bekam eine Tochter Hoare und die Söhne Freddie und Mark. Nach der Scheidung im Jahr 1974 heiratete sie im folgenden Jahr den amerikanischen Anwalt Thomas Walker Bullitt und lebte dann bis zu ihrem Tod zusammen mit ihrem Mann auf dessen Farm in Kentucky.
Sie starb mit 91 Jahren nach kurzer Krankheit auf ihrer Farm.